# 西新井町
西新井町（にしあらいまち）は、1928年（昭和3年）2月10日から1932年（昭和7年）10月1日まで存在した東京府南足立郡の町。
現在の東京都足立区西新井、西新井本町、関原、興野、本木、本木北町、本木南町、本木東町、本木西町、扇に相当する。

## 概要
東京府南足立郡の南西部の町。

## 町名の由来
弘法大師が二十一日間祈祷したことにより西新井大師の西側の枯れ井戸から水が湧いたことから。
旧来の「西新井村」に由来。

## 歴史

### 年表
- 1889年（明治22年）5月1日 - 市制町村制の施行により西新井村、興野村、本木村の3か村を合併統合し西新井村が発足。
- 1928年（昭和3年）11月10日 - 町制施行により西新井町が発足。
- 1932年（昭和7年）10月1日 - 千住町、梅島町、舎人村、渕江村、東渕江村、伊興村、江北村、綾瀬村、花畑村とともに東京市へ編入され足立区となる。